# Carl Ferdinand Stelzner

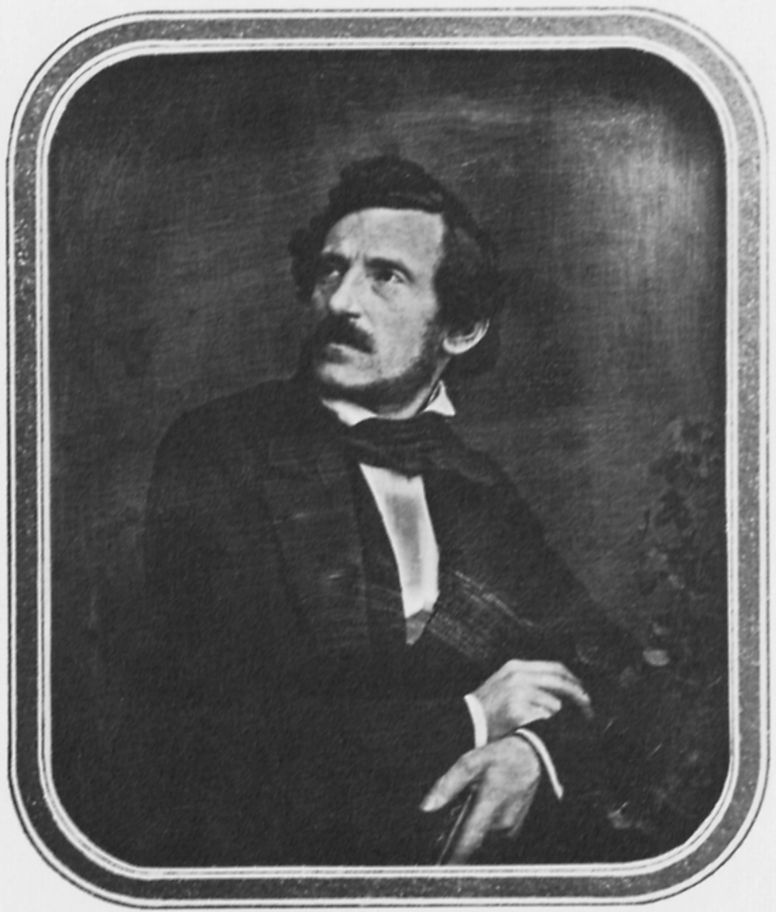
Der erblindete Carl Ferdinand Stelzner, um 1860

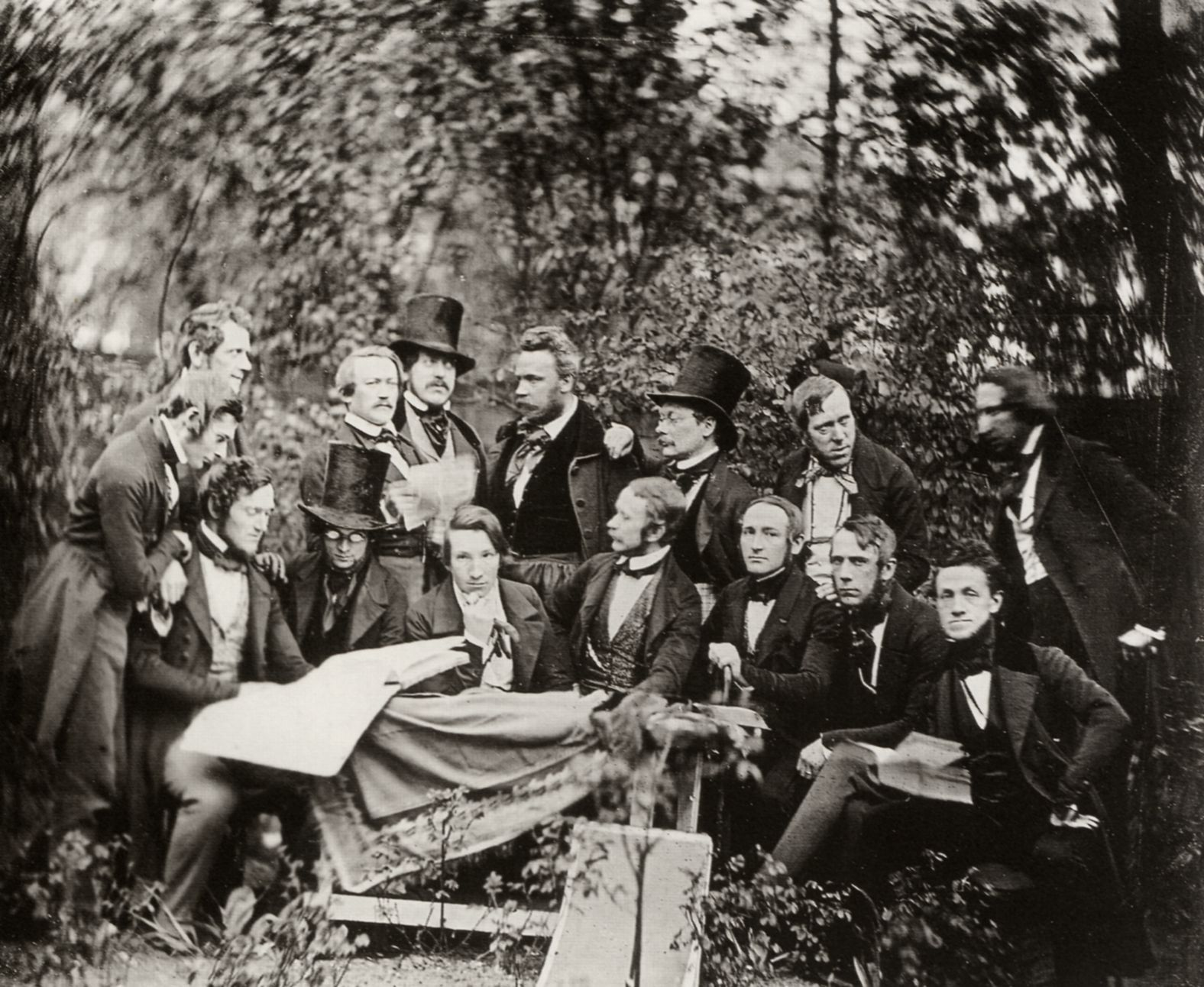
C.F. Stelzner: Der Hamburger Künstlerverein 1843

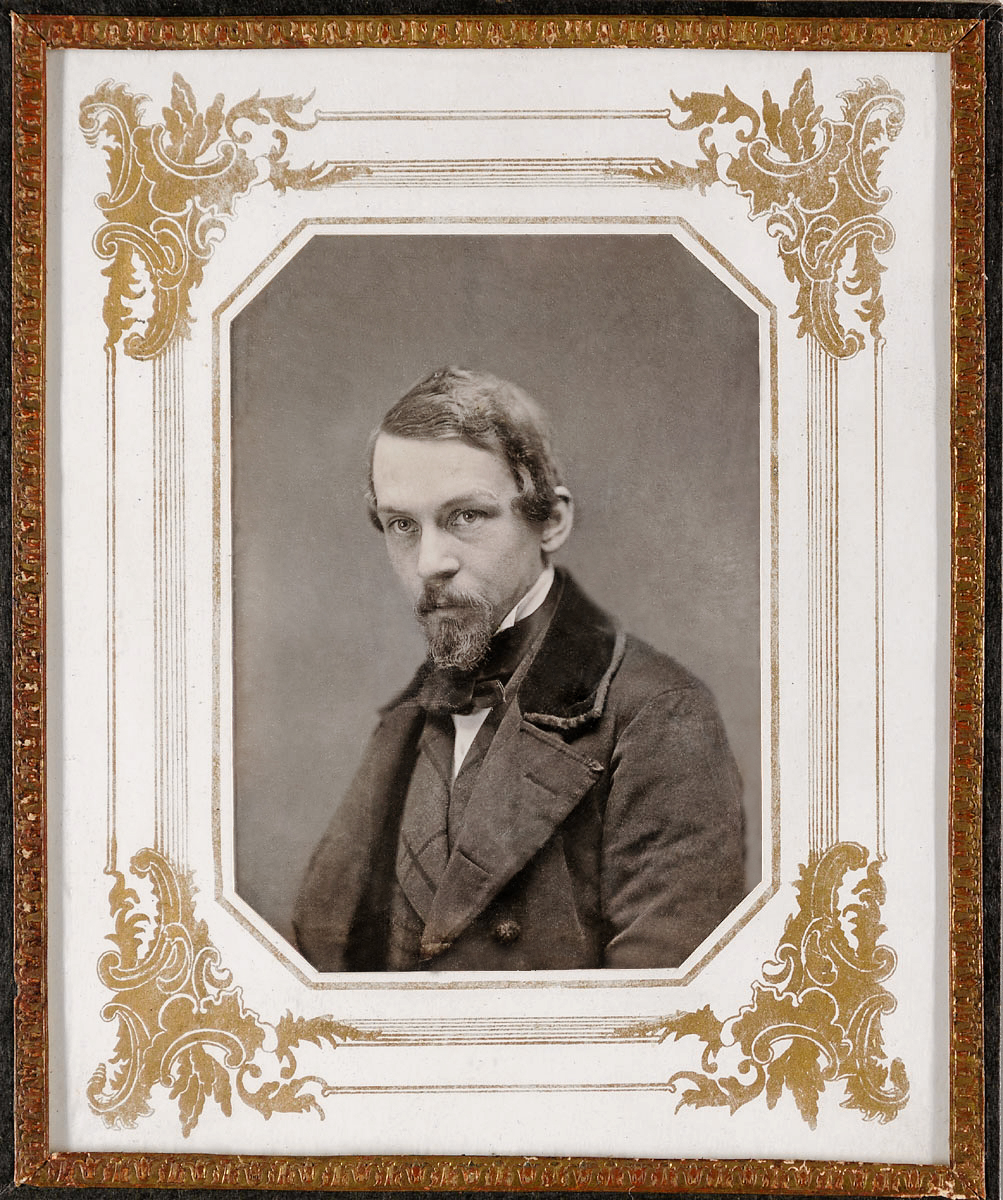
H. Oscar Fielitz, um 1858 fotografiert von Stelzner

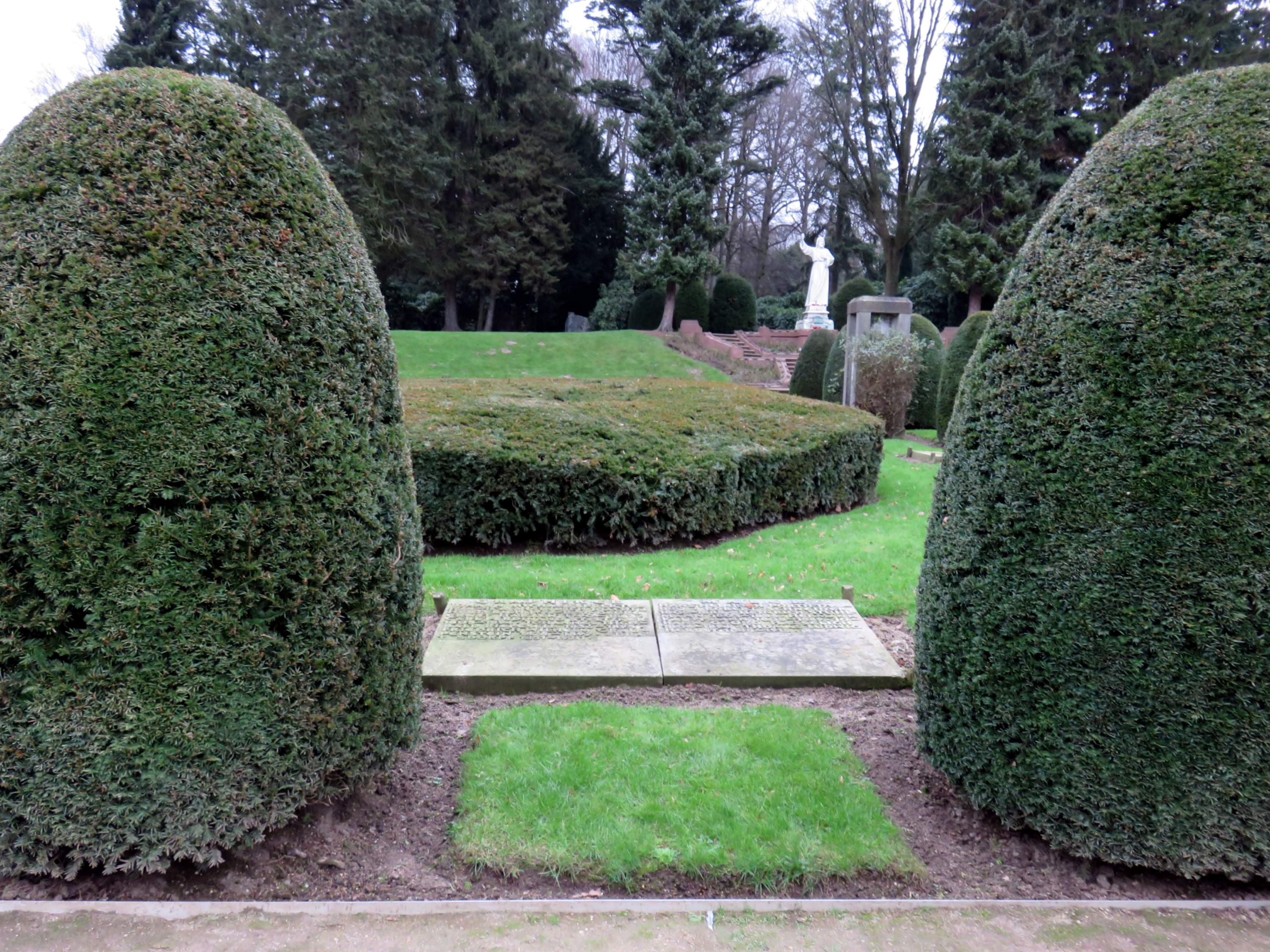
Grabmalplatten der Graphiker und Maler auf dem Althamburgischen Gedächtnisfriedhof des Ohlsdorfer Friedhofs

Carl Ferdinand Stelzner, geboren als Carl Ferdinand Rheinberger (* vermutlich 30. oder 31. Dezember 1805 in Gömnitz (Schleswig-Holstein); † 23. Oktober 1894 in Hamburg) war ein deutscher Porträtmaler und Daguerreotypist. 

## Leben
Carl Ferdinand Stelzner war der uneheliche Sohn von Dorothea Louise Rheinberger und Georg Wilhelm Limbach. Er wuchs in Flensburg als Adoptivsohn des Porträtmalers Carl Gottlieb Stelzner auf und erlernte dessen Handwerk. 1825 wanderte er durch Schleswig-Holstein und porträtierte Bauern und Standespersonen. Ende der 1820er Jahre reiste er nach Hamburg, Paris und Stockholm. Als er sich von 1831 bis 1834 in Paris aufhielt, lernte er bei Jean-Baptiste Isabey und Claude Marie Dubufe die Miniaturmalerei. 1837 ließ er sich in Hamburg nieder. Stelzner war einer der ersten, die in der Erfindung (Offenlegung des Patents) der Daguerreotypie eine neue Möglichkeit des Gelderwerbs erkannten. Er reiste daher nach Paris, um sich mit der neuen Art des Porträtierens vertraut zu machen.
Stelzner wurde am 9. Oktober 1840 Hamburger Bürger. Ab September 1842 betrieb Stelzner mit Hermann Biow in der Caffamacherreihe 32 eine Daguerreotyp-Atelier. Ende März 1843 beendeten sie ihre Zusammenarbeit. Die Daguerreotypien des Hamburger Brandes im Mai 1842 wurden lange Zeit irrtümlich Stelzner zugeschrieben. Inzwischen ist die Urheberschaft Biows nachgewiesen. Die Serie gilt als erste fotografische Reportage. Am 6. Mai 1843 porträtierte Stelzner den Hamburger Künstlerverein von 1832. Es gilt als das erste Freilicht-Gruppenbild der Fotografiegeschichte. Stelzner ließ sich 1844 am Jungfernstieg 11 nieder.
Stelzner erblindete wie zahlreiche andere Daguerreotypisten auch. Ursache war die mangelnde Kenntnis vom sachgemäßen Umgang mit Jod und Quecksilber. Um 1854 gab er seine Tätigkeit auf und begab sich auf die Suche nach einem Geschäftsführer. Zu einem Zeitpunkt, der bisher nicht ermittelt werden konnte, wurde Carl [Heinrich Christian] Siemsen Geschäftsführer. Am 15. Mai 1858 zeigte Stelzner an, dass der Fotograf H. Oscar Fielitz die Leitung seines Ateliers übernommen habe. Fielitz verließ aber nach knapp einem Jahr das Atelier wieder, um sich selbständig zu machen. Anschließend übernahm wieder Carl Siemsen die Arbeit. Doch auch er machte sich wenig später mit einem Atelier im Garten des Hauses Bergstraße 16 selbständig. Am 7. Mai 1860 erhielt der auswärtige Fotograf Georg Jacob Gattineau (* 1810, † 1888) die Erlaubnis, sich in Hamburg als Geschäftsführer des Ateliers Stelzner aufzuhalten. Er verließ Hamburg nach anderthalb Jahren wieder, um sich in Würzburg niederzulassen. Da 1862 der Fotograf H. Romberg mit der Anschrift Jungfernstieg 11 anzeigte, wird Stelzner die Suche nach einem Geschäftsführer wegen Erfolglosigkeit eingestellt und sein Atelier vermutlich Ende 1861 aufgegeben oder an ihn verkauft haben.
Stelzner war zwei Mal verheiratet. Die erste, 1834 geschlossene Ehe mit seiner Adoptivschwester, der Miniaturmalerin Anna Caroline Stelzner, wurde 1848 einvernehmlich geschieden. 1849 heiratete er Anna Henriette Reiners. Aus dieser Ehe gingen vier Kinder hervor: Bruno, Alfred, Waldemar und Emil.
Auf dem Ohlsdorfer Friedhof, im Bereich des Althamburgischen Gedächtnisfriedhofs, nahe dem Haupteingang des Friedhofs wird auf dem Doppel-Sammelgrabmal der Graphiker und Maler unter anderen an Carl Ferdinand Stelzner erinnert, dessen Name auf der linken Graphiker-Grabplatte steht.